# Okręg wyborczy Newcastle upon Tyne East
Okręg wyborczy Newcastle upon Tyne East powstał w 1918 r. i wysyłał do brytyjskiej Izby Gmin jednego deputowanego. Okręg został zniesiony w 1997 r. Komisja Rozgraniczenia dla Anglii w 2005 r. odtworzyła okręg na następne wybory parlamentarne.

## Deputowani do brytyjskiej Izby Gmin z okręgu Newcastle upon Tyne East
- 1918–1922: Harry Barnes, Partia Liberalna
- 1922–1923: Joseph Bell, Partia Pracy
- 1923–1923: Arthur Henderson, Partia Pracy
- 1923–1924: Robert Aske, Partia Liberalna
- 1924–1931: Martin Connolly, Partia Pracy
- 1931–1945: Robert Aske, Liberalni Nacjonaliści
- 1945–1959: Arthur Blenkinsop, Partia Pracy
- 1959–1964: Fergus Montgomery, Partia Konserwatywna
- 1964–1974: Geoffrey Rhodes, Labour Co-operative
- 1974–1983: Michael Thomas, Partia Pracy, od 1981 r. Partia Socjaldemoratyczna
- 1983–1997: Nick Brown, Partia Pracy